# خوسيه إغناثيو روبيو تشافيز
خوسيه إغناثيو روبيو تشافيز هو سياسي مكسيكي، ولد في 18 يوليو 1954 في ولاية كيريتارو في المكسيك. نشط حزبياً في حزب العمل الوطني. وقد انتخب عضو مجلس النواب المكسيك ‏.